# Vie étrange
Albums de Dominique A
La Fragilité
(2018)
Vie étrange est le quatorzième album studio du chanteur français Dominique A paru le 6 novembre 2020 sur le label Cinq7/Wagram Music.

## Historique de l'album
Vie étrange est un album dont l'écriture est marquée par le premier confinement en France dû à la pandémie de Covid-19 puisque cinq de ses titres ont été écrits durant cette période auxquels ont été ajoutées les quatre chansons parues le 10 juillet 2020 sur l'EP digital Le Silence ou tout comme,,.
Souhaitant tenir un « carnet de bord musical de la période », l'écriture de l'album est marquée par la mort de Philippe Pascal, l'ancien chanteur des groupes rennais Marquis de Sade et Marc Seberg auquel Dominique A était profondément attaché – lui écrivant un livre hommage, Fleurs plantées par Philippe, paru de façon concomitante à l'album en octobre 2020, –, et celle de Christophe auquel il rend hommage sur le titre Vie étrange qui donne son nom à l'album et reprend certaines des paroles de sa célèbre chanson Les Mots bleus,,. Il compose, enregistre et mixe (une première pour le chanteur) toutes les chansons lui-même chez lui, avec juste des claviers, une boîte à rythme, une guitare et un simple huit pistes numérique, pour proposer un « petit bidule fait maison ». 
Annoncé à la fin du mois de septembre 2020, l'album paraît le 6 novembre 2020.

## Liste des titres
| No  | Titre                                                     | Durée |
| --- | --------------------------------------------------------- | ----- |
| 1.  | Papiers froissés                                          | 3:19  |
| 2.  | À la même place                                           | 3:28  |
| 3.  | Vie étrange                                               | 2:48  |
| 4.  | Rien qu'un amour                                          | 2:46  |
| 5.  | Un endroit mystérieux                                     | 3:37  |
| 6.  | Quand je rentre                                           | 4:39  |
| 7.  | L'Éclaircie (reprise de la chanson du groupe Marc Seberg) | 3:36  |
| 8.  | Wagons de porcelaine                                      | 2:56  |
| 9.  | Les Éveillés                                              | 3:05  |
| 10. | Sols d'automne                                            | 3:51  |

## Accueil critique
Pour Ouest France, c'est un album d'une grande simplicité « atmosphérique » avec « ses mélodies lentes, ses textes gris ancrés dans ce moment si particulier » du confinement. Ce dénuement et cette simplicité sont également notés par la RTBF qui y voit là le « paroxysme du style » de Dominique A « frôlant [compte-tenu du moment] le lugubre » mais rappelant « l’immobilité d’un monde en pleine agitation sanitaire ». Le webzine Benzine y voit une « suite de chansons indispensables, émouvantes et pudiques » construites en « matières minimales » et marquées par le premier confinement auxquelles il attribue la note de 5⁄5.